# Amărăștii de Sus
Amărăștii de Sus è un comune della Romania di 1 564 abitanti, ubicato nel distretto di Dolj, nella regione storica dell'Oltenia.
Il comune è formato dall'unione di 2 villaggi: Amărăștii de Sus e Zvorsca.